# Osmiválcový motor

Princip a pořadí zážehu řadového osmiválce (1-4-7-3-8-5-2-6)

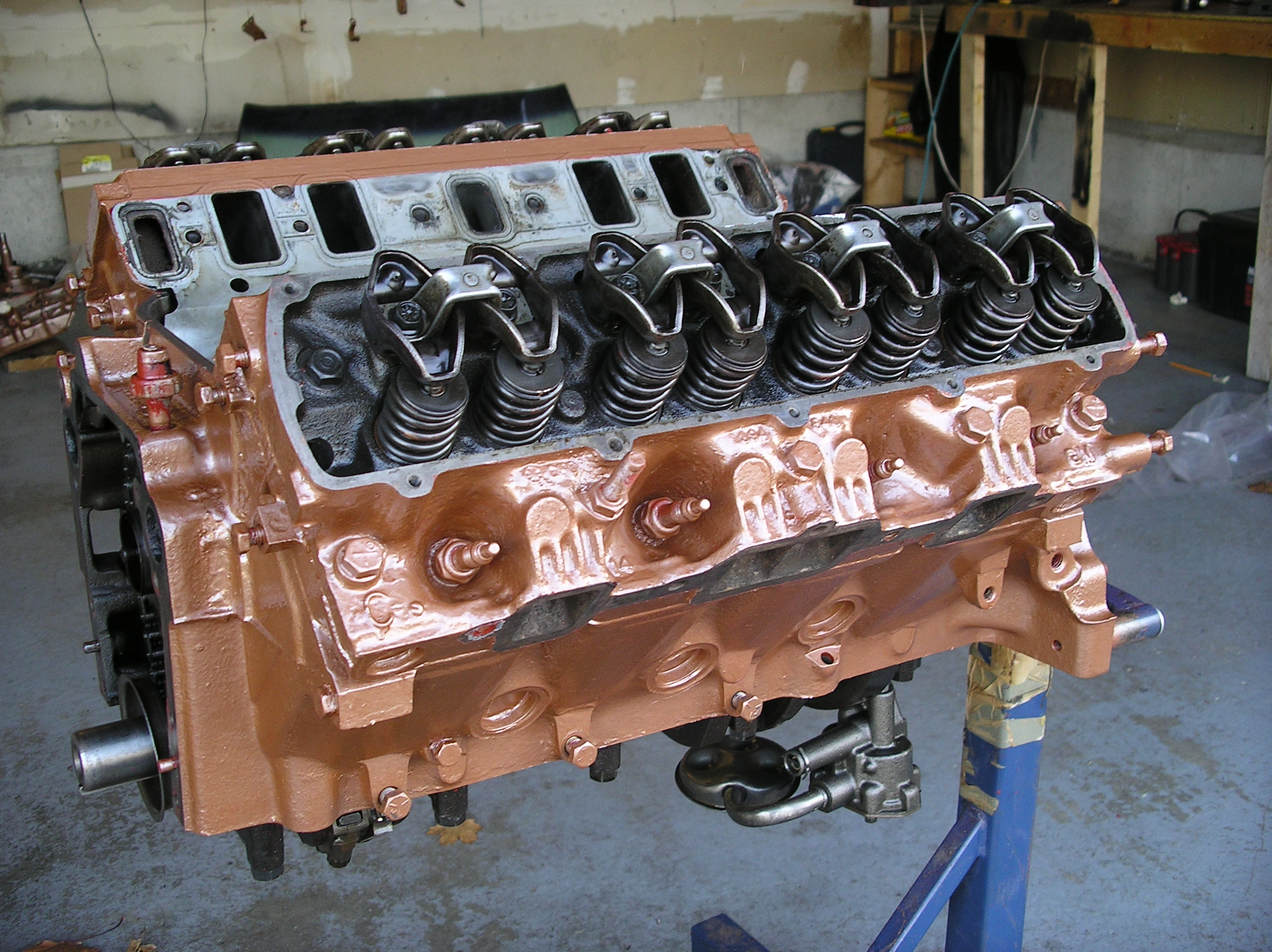
Vidlicový osmiválec Oldsmobile

Osmiválcový motor, zkráceně osmiválec, je spalovací motor s osmi válci. Může jít jak o zážehový (jako palivo slouží benzín), tak vznětový (palivem je nafta).

## Uspořádání
- řadový
- s uspořádání do „V“
- s uspořádáním do „W“
- plochý osmiválec (Boxer)

Řadový osmiválec má válce uspořádány v jedné řadě. Toto konstrukčně nejjednodušší uspořádání bylo u automobilů naposledy užito v 70. letech, protože takový motor je příliš dlouhý. Využívá se však u stabilních a lodních dieselových motorů.
Osmiválec do „V“ má válce uspořádány do dvou řad s úhlem rozevřením válců obvykle 90°,[zdroj⁠?!] ale někdy i 60° nebo 72°. Takový motor vystačí s běžnou, čtyřikrát zalomenou klikovou hřídelí a má přijatelnou délku i pro současné automobily.
Osmiválce s rozevřením válců do „W“ se moc nepoužívají. Je to dáno jejich složitou konstrukcí. V moderní době se toto uspořádání používá ve vozech Bugatti.

## Užití

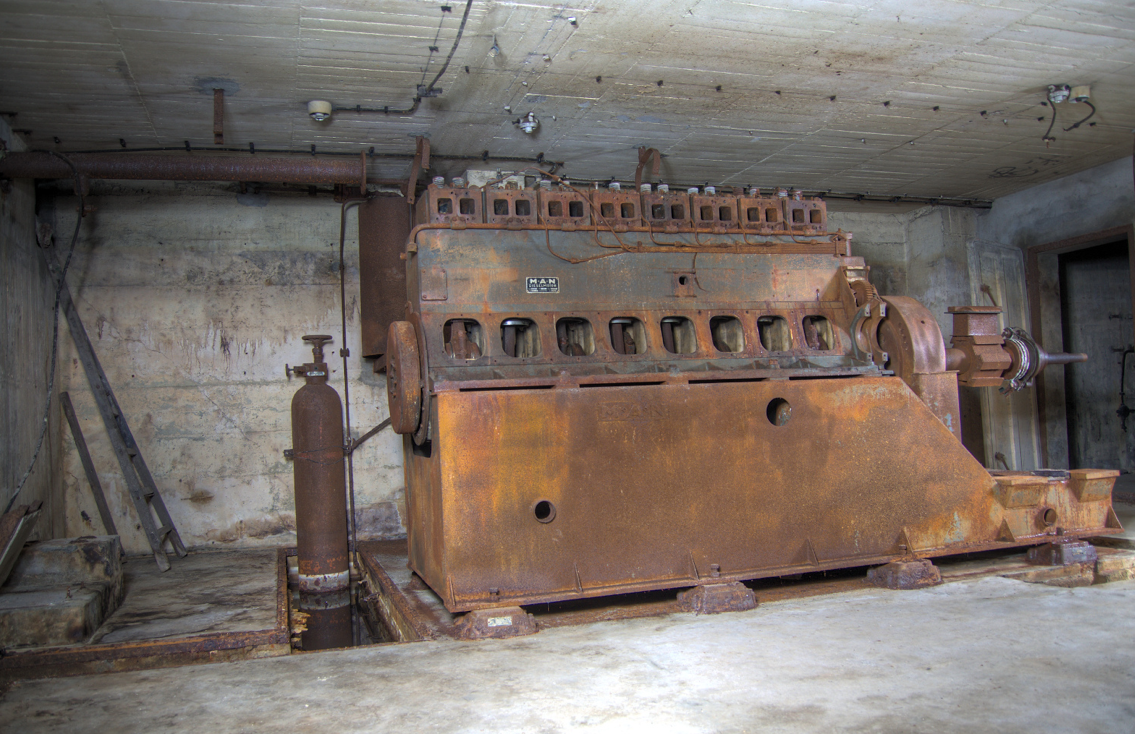
Osmiválcový lodní dieselový motor užívaný jako záložní generátor v bunkru v Berlíně (2014)

Osmiválcové spalovací motory slouží nejčastěji k pohonu nákladních automobilů, osobních automobilů vyšší střední a vyšší třídy, stejně jako pohonu sportovních a supersportovních vozů, stejně jako vozů označovaných jako Muscle car.
Kromě toho slouží osmiválce k pohonu kolejových vozidel, lehkých letadel (motory boxer amerických výrobců jako jsou Lycoming a Continental Motors) stejně jako stacionárních zdrojů energie. Společnost Daimler Motoren Gesellschaft vyrobila během první světové války necelých pět set osmiválcových leteckých motorů Mercedes D.IV, které se ale v praxi příliš neosvědčily. U francouzské společnosti Hispano-Suiza vznikla za války řada úspěšných vidlicových osmiválců Hispano-Suiza 8, pohánějících například stíhačky SPAD S.VII a XIII, dál rozvíjená i v těsně poválečném období. Hispano-Suiza 8F byl po válce licenčně vyráběn československými Škodovými závody jako Škoda HS-300.

### Automobily
V automobilovém průmyslu je osmiválcový motor téměř vždy užíván jako kapalinou chlazený. Vzduchem chlazené modely (např. V8 v automobilech Tatra 77) byly užívány výjimečně. Osmiválcové řadové motory mají vynikající a vyvážený výkon, obzvláště jako zážehové. Osmiválcové řadové motory se vyráběly pro luxusní vozidla teprve ve dvacátých a třicátých letech 20. století, užívaly je vozy jako Bugatti Royale.
Obvyklejší formou motorů V8 je tzv. „Crossplane“. Zřídka jsou vyráběny ploché motory V8, které jsou užívány hlavně ve vysoce výkonných sportovních vozidlech (Ferrari F430, Lotus Esprit V8).